# Na całość (film 1986)
Na całość – polski dramat kryminalny z 1986 roku w reż. Franciszka Trzeciaka. Film inspirowany wydarzeniami z kradzieżą broni i zabójstwem sierżanta MO w Sławnie w 1983 roku.

## Fabuła
Dwudziestoparoletni Janusz opuszcza więzienie po 4-letnim wyroku. Jest on chłopakiem z „dobrego domu” doby PRL-u. Ojciec marynarz zapewnił mu luksusowe życie, jednak wyrzeka się syna gdy ten zjawia się w domu. Janusza porzuca również ukochana dziewczyna, która wybiera bogatego starszego pana. Zdesperowany młodzieniec wraz ze swoim przyjacielem Markiem – nielegalnym poławiaczem bursztynu – postanawia uciec na Zachód. W tym celu, dwaj młodzi ludzie decydują się obrabować Pewex aby pozyskać niezbędne na ucieczkę dewizy. By tego dokonać napadają na sklep myśliwski aby zdobyć broń. Po napadzie, podczas próby rutynowej kontroli, zabijają milicjanta. Od tej pory ich eskapada nabiera dramatycznego wymiaru – postanawiają (zgodnie z tytułem) „iść na całość”. Ścigani przez milicję, biorą zakładników, strzelają do milicjantów. Docierają w końcu nad Bałtyk i porywają rybacką łódź. Zagubieni na morzu, zostają schwytani na dryfującej łodzi. 

## Obsada aktorska
- Robert Inglot jako Janusz „Kędzior” Fąfara
- Andrzej Krucz jako Marek
- Andrzej Żółkiewski jako zastrzelony milicjant
- Zdzisław Kuźniar jako komendant posterunku
- Bruno O’Ya jako Skandynaw
- Janusz Kłosiński jako kierownik sklepu myśliwskiego
- Brygida Bziukiewicz jako dziewczyna Janusza
- Franciszek Trzeciak jako zakładnik
- Jolanta Chełmicka jako zakładniczka
- Danuta Balicka jako matka Janusza
- Eugeniusz Kujawski jako dowódca grupy pościgowej
- Ferdynand Matysik jako strażnik więzienny
- Juliusz Lubicz-Lisowski jako stary rybak

i inni. 